# Lévay Miklós
Lévay Miklós (Budapest, 1954. július 29. –) magyar jogtudós, kriminológus, egyetemi tanár. Kutatási területe a kábítószer-probléma és a bűnözés összefüggései, valamint az alkoholfogyasztás büntetőjogi vonatkozásai és a drogpolitika. 2000 és 2004 között a Miskolci Egyetem Állam- és Jogtudományi Kar dékánja, 2006–2007-ben az Eötvös Loránd Tudományegyetem általános rektorhelyettese. 2007-ben az Alkotmánybíróság tagjává választották. Felesége Fazekas Judit jogász, egyetemi tanár, szakállamtitkár.

## Életpályája
1973-ban érettségizett, majd autóvillamossági műszerészként helyezkedett el a Volánnál. 1975-ben vették fel az Eötvös Loránd Tudományegyetem Jogtudományi Karára. Itt szerzett jogi diplomát 1980-ban. Ennek megszerzése után a Fővárosi Főügyészségen helyezkedett el fogalmazóként, majd a Nehézipari Műszaki Egyetem (2000-től Miskolci Egyetem) Állam- és Jogtudományi Kar létrehozásakor a büntetőjogi és kriminológiai tanszék főállású oktatója lett. 1984-ben bírói-ügyészi szakvizsgát tett. Az egyetemen kezdetben tanársegédként, majd adjunktusként és egyetemi docensként oktatott, később kinevezték a tanszék vezetőjévé. 1995-ben a kar Bűnügyi Tudományok Intézete igazgatója lett. 1998-ban vette át egyetemi tanári kinevezését is. Közben 1992-ben a kar dékánhelyettesévé, 2000-ben a kar dékánjává választották. Tisztségét 2004-ig töltötte be. 2007-től részfoglalkozású egyetemi tanár. 2001 és 2004 között a Pázmány Péter Katolikus Egyetem Jog- és Államtudományi Karának részfoglalkozású egyetemi tanára volt. 2004-ben az ELTE kriminológiai tanszékére került, nem sokkal később átvette a tanszék vezetését. 2006-ban az ELTE általános rektorhelyettesévé választották. Tisztségét 2007-ig töltötte be. 1997 és 2000 között Széchenyi professzori ösztöndíjjal kutatott. Magyarországi állásai mellett 1991–1992-ben a Pennsylvaniai Egyetem, 1993–1994-ben a Rutgers Egyetem vendégkutatója volt.
1992-ben védte meg az állam- és jogtudományok kandidátusi értekezését. 1998-ban habilitált. Az MTA Állam- és Jogtudományi Bizottságának lett tagja. 1997 és 2004 között a Magyar Tudományos Akadémia közgyűlésének doktori képviselője volt. Akadémiai tisztségein kívül a Magyar Kriminológiai Társaság elnökhelyettesévé választották. 2003–2004-ben a Köztársasági Etikai Tanács tagjaként is tevékenykedett. 2007-ben az Országgyűlés az Alkotmánybíróság tagjává választotta, ekkor mondott le rektorhelyettesi tisztségéről.

## Munkássága
Kutatási területe a kábítószer-probléma és a bűnözés összefüggései, valamint az alkoholfogyasztás büntetőjogi vonatkozásai és a drogpolitika.
Legjelentősebb eredményeit a kábítószerek és a bűnözés összefüggései körében érte el, elsősorban a fiatalkorúakkal kapcsolatos kérdéskörre (ifjúsági drogpolitika, visszatartás stb.), de foglalkozik általánosan a fiatalkorúak büntetőjogával is. Több publikációt írt alkohológiai témakörben, elsősorban a bűnözéssel kapcsolatos részében, valamint a bűncselekménnyé nyilvánítás alkotmányos és büntetőjogi vonatkozásaival kapcsolatban. Számos egyetemi tankönyv szerzője, illetve szerkesztője. Munkáit elsősorban magyar, angol és német nyelven adja közre.

## Főbb publikációi
- A bűnözés megelőzésének társadalmi és jogi eszközei; szerk. Lévai Miklós; MTA Magyar Kriminológiai Társaság, Budapest, 1984 (Kriminológiai közlemények)
- A gyermek- és fiatalkorúak bűnözésének változása és kapcsolata gazdasági, társadalmi fejlődésünkkel; szerk. Lévai Miklós; MTA Magyar Kriminológiai Társaság, Budapest, 1985 (Kriminológiai közlemények)
- Az új családjogi törvény büntetőjogi összefüggései; szerk. Lévai Miklós; MTA Magyar Kriminológiai Társaság, Budapest, 1988 (Kriminológiai közlemények)
- A jog és a terápia összefüggései a kábítószerfogyasztók kezelésében; szerk. Lévai Miklós; MTA Magyar Kriminológiai Társaság, Budapest, 1989 (Kriminológiai közlemények)
- Kriminológiai szakirodalom-gyűjtemény. Válogatás a magyar kriminológiai irodalomból. Állam- és jogtudományi karok. Egységes jegyzet; összeáll. Horváth Tibor, Lévai Miklós; Tankönyvkiadó, Budapest, 1990-
- Kábítószerek és bűnözés. Elméleti kérdések és a hazai helyzet; Közgazdasági Jogi, Budapest, 1992
- A személygépkocsi-gyalogos elütéses balesetek elemzése; szerk. Lévai Miklós; Magyar Kriminológiai Társaság, Budapest, 1993 (Kriminológiai közlemények)
- Alkotmányos büntetőpolitika, bűnmegelőzés a Család évében. Az I. Országos Kriminológiai Vándorgyűlés anyaga. Szolnok, 1994. szeptember 29–október 1.; szerk. Lévai Miklós, Nyári Katalin; Magyar Kriminológiai Társaság–MKT Tiszántúli Regionális Szervezete–Jász-Nagykun-Szolnok Megyei Rendőr-főkapitányság, Budapest–Szolnok, 1995 (Kriminológiai közlemények. Különkiadás)
- A piacgazdaság kiépülése és a gazdasági bűnözés; szerk. Lévai Miklós; Magyar Kriminológiai Társaság, Budapest, 1995 (Kriminológiai közlemények)
- Kriminológiai ismeretek, bűnözés, bűnözéskontroll. Egyetemi tankönyv; szerk. Gönczöl Katalin, Korinek László, Lévai Miklós; Corvina, Budapest, 1996 (Egyetemi könyvtár)
- Horváth Tibor professzor 70. születésnapjára; szerk. Farkas Ákos, Görgényi Ilona, Lévai Miklós; Bíbor, Miskolc, 1997 (Ünnepi tanulmányok)
- A büntetőeljárás modernizációja az európai jogharmonizáció és a növekvő bűnözés kettős szorításában. A II. Országos Kriminológiai Vándorgyűlés anyaga. Szekszárd, 1996. október 4-5.; szerk. Lévay Miklós; Magyar Kriminológiai Társaság, Budapest, 1998 (Kriminológiai közlemények. Különkiadás)
- Kriminológiai ismeretek, bűnözés, bűnözéskontroll; szerk. Gönczöl Katalin, Korinek László, Lévai Miklós; 3. átdolg. kiad.; Corvina, Budapest, 1999 (Egyetemi könyvtár)
- Kriminálpolitika és büntető igazságszolgáltatás Nagy-Britanniában a 90-es években. Tanulmánykötet; szerk. Lévay Miklós; Bíbor, Miskolc, 2000 (Bűnügyi tudományi közlemények)
- Bűnügyi tudományi közlemények. A Miskolci Egyetem Bűnügyi Tudományok Intézetének kiadványsorozata; sorozatszerk. Lévay Miklós; Bíbor, Miskolc, 2000-
- Miskolci jogtudományi műhely. Miskolci Egyetem Állam- és Jogtudományi Karának kiadványsorozata; sorozatszerk. Lévay Miklós; Bíbor, Miskolc, 2001-
- Tanulmányok Horváth Tibor professzor emeritus 75. születésnapjára; szerk. Lévay Miklós, Farkas Ákos; Bíbor, Miskolc, 2002 (Bűnügyi tudományi közlemények)
- Az Európai Unióhoz való csatlakozás kihívásai a bűnözés és más devianciák elleni fellépés területén. Tanulmánykötet; szerk. Lévay Miklós; Bíbor, Miskolc, 2004 (Bűnügyi tudományi közlemények)
- Az Európai Unió hatása a büntetőjog fejlődésére. Szakirodalom-gyűjtemény; szerk. Lévay Miklós, Kígyóssy Katinka; Bíbor, Miskolc, 2004 (Bűnügyi tudományi közlemények)
- Tansegédlet a Büntető Törvénykönyv 2003. évi II. törvénnyel módosított Visszaélés kábítószerrel bűncselekmény eseteinek (282. [paragrafus] – 282/A. [paragrafus] – 282/B. [paragrafus] – 282/C. [paragrafus] – 283. [paragrafus]) tanulmányozásához; összeáll. Lévay Miklós; Bűnügyi Tudományok Intézete, Budapest, 2004
- Magyar büntetőjog. Különös rész; szerk. Horváth Tibor, Lévay Miklós; Complex, Budapest, 2009
- Inzelt Éva–Kerezsi Klára–Lévay Miklós: Korrupciós bűncselekmények a büntető igazságszolgáltatás tükrében; ELTE Állam- és Jogtudományi Kar, Budapest, 2014

### Tanulmányok
- Drogenproblem und Drogenkriminalität in Ungarn in den 70er und 80er Jahren (1990)
- Social Changes and Rising Crime Rates: The Case of Central and Eastern Europe (2000)
- Héják, baglyok, galambok – Változások a kábítószer-fogyasztás kriminálpolitikai megítélésében (2001)
- Paternalizmus és jogbizonytalanság (2005)
- Kriminológia – Szakkriminológia (egyetemi tankönyv, társszerző, 2006)
- Criminology, Crime and Criminal Justice in Hungary (Kerezsi Klárával, 2008)